# شانزلیزه (ترانه)
شانزلیزه (به فرانسوی: Les Champs-lysées) ترانه‌ای از ژو دسن است که در سال ۱۹۶۹ منتشر شد. نام این ترانه به شانزلیزه، خیابان معروف پاریس اشاره دارد.

## ساختار ترانه
این ترانه در ابتدا به زبان انگلیسی تحت عنوان «Waterloo Road» (متن ترانه از مایکل آنتونی دیگان، موسیقی از مایکل ویلشاو) نوشته و گروه راک انگلیسی جیسون کرست منتشر کرده بود. سپس ترانه‌سرای فرانسوی پیر دلانوآ متن اشعار را به زبان فرانسوی اقتباس کرد.

## بازخورد
ترانهٔ شانزلیزه با اجرای ژو دسن در سال ۱۹۶۹ به صورت تک‌آهنگ منتشر شد و در طرف دیگر "Le Chemin de papa " قرار داشت. این تک آهنگ در والونیا (بلژیک فرانسوی) به شمارهٔ ۴ رسید.
این ترانه نیز در چندین کشور اروپایی وارد جدول ترانه‌های پر فروش شد.

## فهرست آهنگ
۷ "تک (CBS 4281)
1. " Le Chemin de papa " (۲:۲۲)
2. " شانزلیزه" (۲:۴۰)